# 近藤玄
近藤 玄（こんどう げん）は、日本の生物学者。京都大学医生物学研究所教授。関西実験動物研究会会長。

## 人物・経歴
洛南高等学校を経て、1988年長崎大学医学部医学科卒業。1992年大阪大学大学院医学系研究科修了、博士（医学）。大阪大学大学院医学系研究科社会医学専攻社会環境医学講座助教授、京都大学医生物学研究所再生組織構築研究部門教授を経て、2013年から京都大学再生医科学研究所附属再生実験動物施設長を務め、CRISPR/Cas9技術の導入などを進めるなどした。2017年関西実験動物研究会会長。